# Ulrich Bruhnke
Ulrich Bruhnke (* 1954 in Ehningen) ist ein deutscher Manager und ehemaliger Geschäftsführer von Mercedes-AMG sowie BMW M.

## Laufbahn
Bruhnke studierte Maschinenbau an der Universität Stuttgart und schloss das Studium 1979 als Diplomingenieur ab. Am 1. März 1979 trat er in den damaligen Konzern Daimler-Benz AG ein, wo er als Versuchsingenieur im Bereich Karosserie Rohbau begann. Er durchlief firmenintern verschiedene Positionen, bis er Ende 2000 Leiter der Direktion Fahrzeugvorentwicklung, Fahrwerk und Elektrik/Elektronik war. Seit 1998 lehrt er zudem als Honorarprofessor am Institut für Verbrennungsmotoren und Kraftfahrwesen an der Universität Stuttgart.
Vom 1. Januar 2001 bis zum 30. September 2003 war er Geschäftsführer der Daimler-Tochter Mercedes-AMG GmbH. Ab dem 1. Oktober 2003 wechselte er zur BMW M GmbH, wo er vom 1. Dezember 2003 bis zum 31. Januar 2007 ebenfalls die Position des Geschäftsführers bekleidete.
Im Juli 2007 wechselte Bruhnke zum angeschlagenen Automobilzulieferer Schefenacker, dem weltweit größten Hersteller von Autospiegeln. Dort war er bis 2009 CEO.